# La mia flotta privata
La mia flotta privata (McHale's Navy) è un film commedia del 1997 diretto da Bryan Spicer con Tom Arnold, David Alan Grier, Dean Stockwell, Debra Messing, Tim Curry e Ernest Borgnine. Remake cinematografico della popolare serie televisiva Un equipaggio tutto matto (McHale's Navy, 1962–1966), da cui erano stati tratti altri due film tra il 1964 e il 65 (Marinai, topless e guai e McHale's Navy Joins the Air Force). Finanziato (ad alto budget) e distribuito dalla Universal Pictures, ambientato nel mondo della marina statunitense come le produzioni precedenti, il film si è rivelato un disastro sia di critica che di pubblico.

## Trama
Sull'isola di San Moreno, tre uomini dall'aspetto importante (un militante cinese, un generale russo e un uomo d'affari europeo) si incontrano con il governatore locale. Dopo avergli dato una valigia piena di soldi per un'operazione speciale, i tre uomini vengono raggiunti, via elicottero, dal maggiore Jake McPherson Vladakov, il secondo miglior terrorista al mondo. L'intero evento è testimoniato da un giovane ragazzo di nome Roberto che fotografa il governatore, il maggiore e i suoi uomini.
La mattina dopo il tenente comandante in pensione Quinton McHale si dirige verso la base navale di San Ysidro, dove fa affari con gli ufficiali. Tali beni e servizi includono la vendita di birra fatta in casa, gelati e calendari agli uomini della base in cambio di medicine e foto satellitari per aiutare la gente di San Moreno. Le foto sono il suo modo di spiare la squadra di baseball avversaria. Di stanza alla base c'è il suo vecchio equipaggio: Virgil, un donnaiolo masticatore di sigari e artigliere; Happy, la vedetta della squadra che vive in una casa sull'albero; Willie, il tecnico del team; Gruber, un giocatore di carte leggermente corpulento; e Christy, il capo muscoloso del gruppo che può svitare un tappo di bottiglia con l'occhio. Tuttavia, il capitano Wallace B. Binghamton e il tenente Penelope Carpenter comandano ora la base e il capitano Binghamton vuole resuscitare la sua carriera dopo aver erroneamente affondato una nave da crociera di lusso. Intanto Vladakov prende il controllo del campo da baseball e della spiaggia di San Moreno per creare la sua base operativa. Dopo che Roberto ha inavvertitamente avvisato Vladakov della presenza di McHale (soprattutto grazie alla maglia che McHale ha dato a lui e alla squadra), Vladakov usa la sua nuova barca invisibile per far saltare in aria la casa di McHale e quasi distrugge il suo PT-73, un PT Boat dismesso, rivelando un antico rancore che cova tra i due. Quando il governatore dice a Vladakov che le sue operazioni stanno sconvolgendo la vita degli abitanti del villaggio, Vladakov e i suoi uomini lo invadono durante una festa, facendolo esplodere e sfollando tutti coloro che vivono lì. Riuscirà McHale ad arginare l’ostracismo di Binghamton e a ricongiungersi con la sua vecchia squadra per fermare Vladakov?

## Produzione
Il film, diretto da Bryan Spicer su una sceneggiatura di Peter Crabbe con il soggetto  dello stesso Crabbe e di Andy Rose, è stato prodotto da Bill, Jon e Sid Sheinberg con la Sheinberg Productions per Bubble Factory e Universal Pictures. Il budget a disposizione dei produttori era di circa 42.000.000 di dollari.
Le riprese, si sono svolte principalmente a Barra de Navidad e Manzanillo, in Messico, dal 15 aprile al 3 giugno 1996.
Ernest Borgnine, che interpreta la parte di Cobra, negli anni 60’ era stato il protagonista della serie televisiva originale e del primo film nel ruolo del comandante Quinton McHale, qui interpretato dal comico Tom Arnold.
Bruce Campbell, che nel film ha il ruolo di Virgil, aveva già lavorato con il regista Bryan Spicer nella serie Le avventure di Brisco County Jr..
Tom Arnold è anche co-produttore.

## Distribuzione
Il film fu distribuito nei cinema statunitensi il 18 aprile 1997 dalla Universal Pictures incassando soltanto 4.529.843 dollari con 1.861 schermi a fronte di un budget da recuperare di 42.000.000. 
Anche la distribuzione internazionale fu fallimentare, tanto che in alcuni paesi importanti come Inghilterra e Germania, la pellicola uscì direttamente in videocassetta mentre in Italia venne distribuito nelle sale cinematografiche (in poche copie e senza lancio pubblicitario) il 12 giugno del 1998.

## Promozione
Le tagline del film erano:
- "Dare to rock the boat.".
- "He's Under Siege and Out-of-Control.".

## Critica
Secondo Leonard Maltin l'approccio è grossolano, la sceneggiatura è semplicistica e il prodotto finale sembra essere destinato ai giovanissimi.